# Preußisches Proviant- und Fourageamt Magdeburg

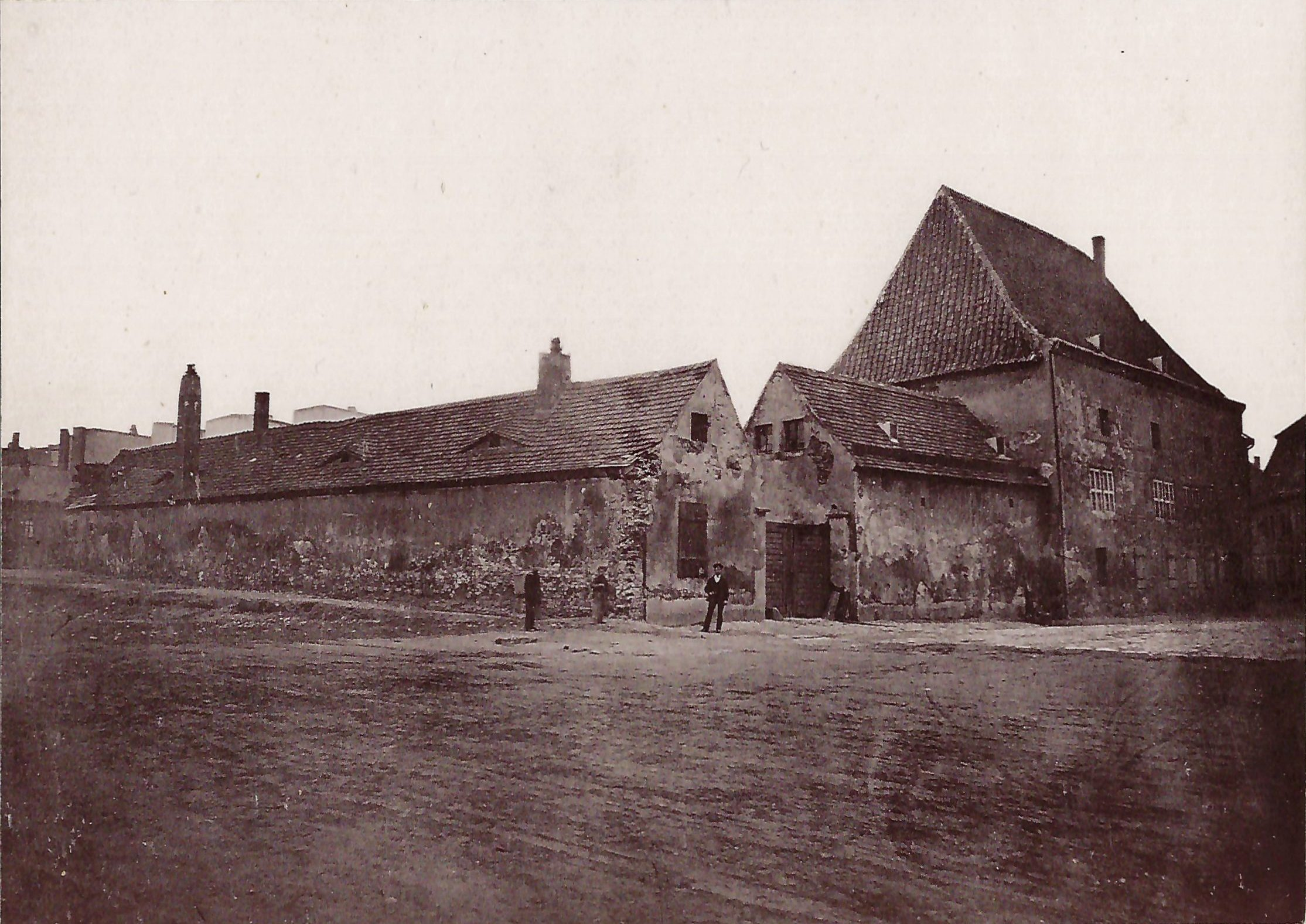
Preußisches Proviant- und Fourageamt, Blick von Osten, wohl um 1870

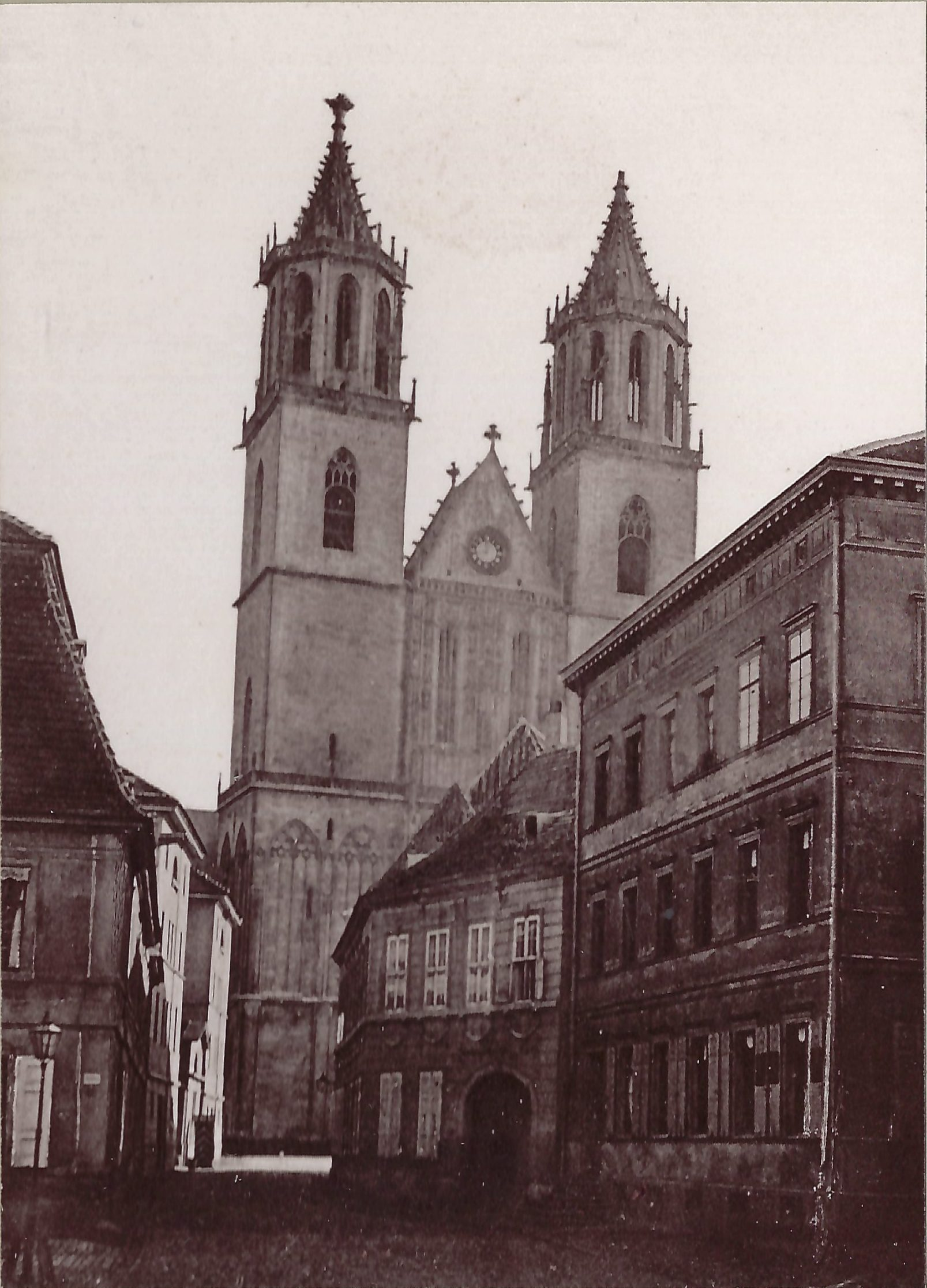
Blick von Westen durch die Domstraße, Proviantamt auf der rechten Seite in der Mitte, wohl um 1870

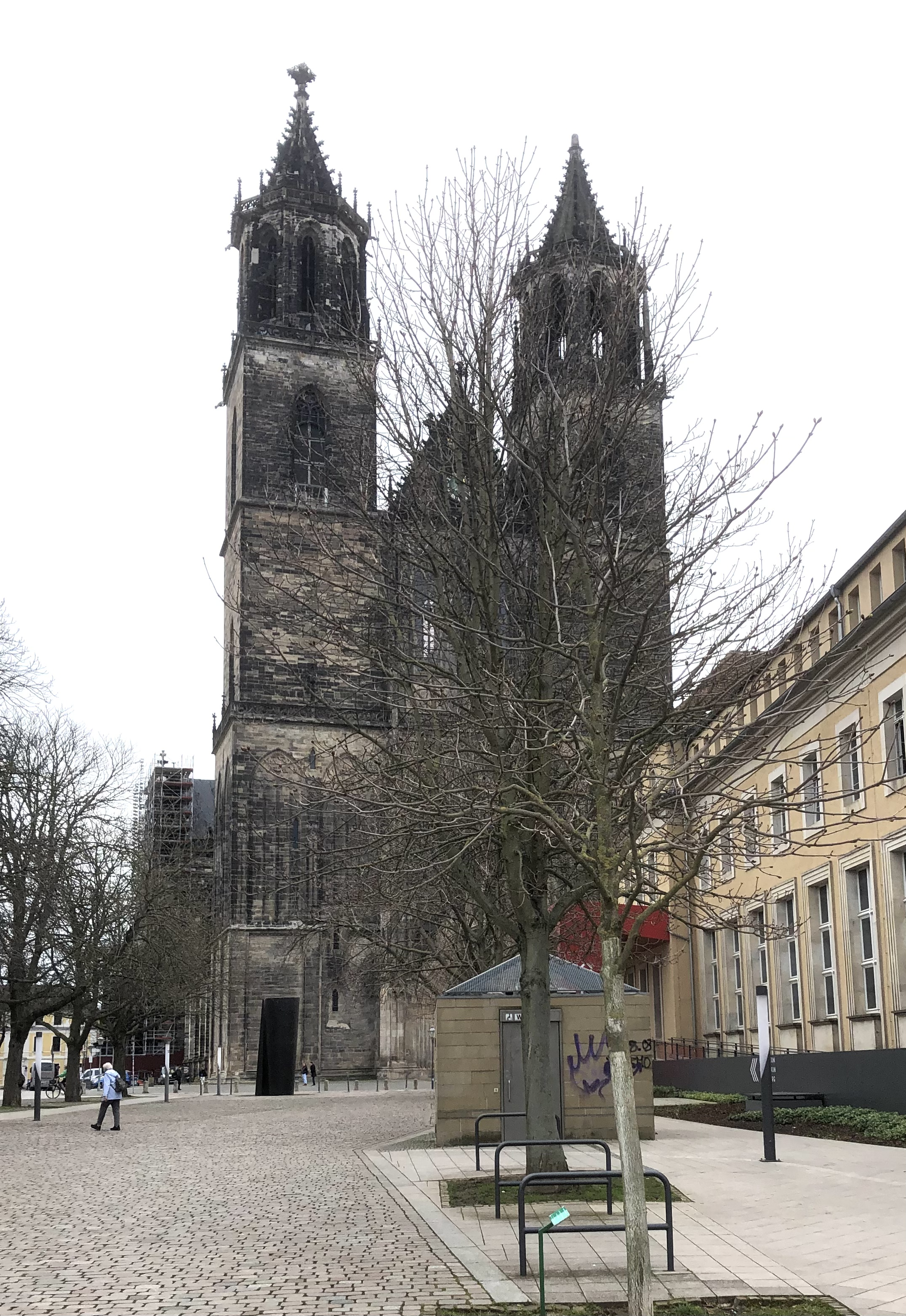
2023, gleicher Blick wie 1870, Die Pflasterung auf dem Boden nimmt etwa die historische Gebäudekante auf.

Das Preußische Proviant- und Fourageamt Magdeburg war ein bekanntes historisches Gebäude in Magdeburg im heutigen Sachsen-Anhalt. Es wurde im Jahr 1898 abgerissen.

## Lage
Das Amt befand sich am südlichen Ende der Magdeburger Altstadt südwestlich vor dem Magdeburger Dom. Nördlich des Hauses verlief in einem Bogen die Domstraße vom Breiten Weg nach Osten auf den Dom zu. Das Gebäude befand sich an der Adresse Domstraße 3. Südlich des Proviantamtes befand sich die zur Festung Magdeburg gehörende historische Stadtbefestigung Magdeburgs. Am ehemaligen Standort befindet sich heute der Bereich vor der Nordseite des Dommuseums Ottonianum Magdeburg.

## Geschichte
Das Gebäude war vermutlich in der zweiten Hälfte des 16. Jahrhunderts entstanden. Es diente als Domkurie. Erster Inhaber war der Domherr Melchior von Rintorff, der 1595 verstarb. Das Wappen der Familie von Rintorff befand sich in einer Gestaltung im Stil der Renaissance auf einer Sandsteinplatte an der Westmauer des Hauses. Unterhalb des Wappens befand sich eine Inschrift, die im 19. Jahrhundert jedoch bereits unleserlich war. Ihm folgte Titus (auch Titge) von Möllendorff († 1633) nach. Bei der Zerstörung Magdeburgs im Jahr 1631 blieb das Haus erhalten. Zur Kurie gehörte ein Garten.
Nächster Besitzer war der Domherr Eberhard Otto von Münchhausen († 1637) auf den Georg Heinrich von Bernstein folgte. Nach 1647 übernahm Johann Heinrich von Stammer und später vermutlich Johann Kaspar von Ohr. Nach seinem Tod 1685 wurde seine Witwe als Bewohnerin geführt. Schon 1687 war dann Moritz von Hagen, genannt Geist, Inhaber der Kurie, bis dann um 1690 Franz Heinrich von Cramm kurzzeitig folgte. Bereits 1691 war dann allerdings Baron Georg Rudolf von Schweinitz Inhaber.
In der Zeit vor Einführung der Reformation gehörte zur Kurie auch eine Kapelle, deren Patrozinium jedoch nicht überliefert ist. Ein für diese Gegend überlieferte Kapelle St. Dionysii gehörte vermutlich zu einer anderen Kurie. Noch 1693 bestand ein vermauertes Fenster der Kapelle sowie ein Weihwasserstein.
1724 gehörte die Kurie dem Freiherrn Christian Adam von Posadowsky. Für 1750 gibt es die möglicherweise jedoch unrichtige Angabe, dass der Domherr von Münchhausen Besitzer der Kurie war. In der Zeit des Königreichs Westphalen wurde die Kurie beschlagnahmt.
1817 wurde die Kurie zum Preußischen Proviant- und Fourageamt für die Festung Magdeburg umgenutzt. Im Zuge der Stadterweiterung wurde das Proviantamt im Jahr 1898 als letztes der historischen Gebäude der Domstraße abgerissen.

## Architektur

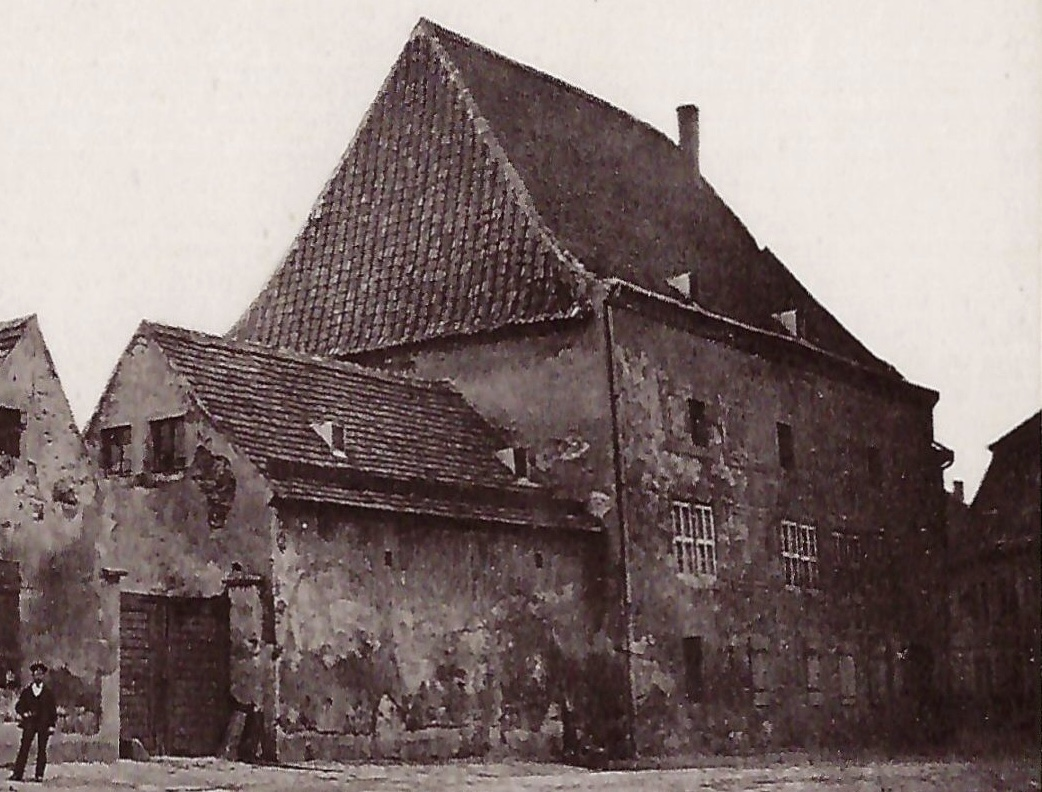
Domstraße 3

Nach außen wirkte das Haus dreigeschossig, im Inneren bildete jedoch das oberste Geschoss mit dem Boden eine Einheit. Die dortigen Fenster waren deutlich kleiner als in den unteren Etagen. Ob dies bereits ursprünglich so war oder auf spätere Veränderungen zurückging, ist unklar. Auf der Hofseite bestanden in der Etage keine Fenster. Die Fenstergewände im obersten Geschoss waren ungegliedert und ohne Abschrägungen ausgeführt. Die Fensteröffnungen im Erdgeschoss waren umgebaut, nur zwei dicht nebeneinander angeordnete Fenster waren unverändert erhalten. Im mittleren Geschoss waren die Fensteröffnungen jeweils zu zweit gekuppelt. Ein Fensterpaar war abweichend von den anderen gestaltet. Es wies in seiner Profilierung einen Übergang ins viereckige auf, während die übrigen Fenstern am unteren Teil der seitlichen Pfosten eine glatte Abschrägung aufwies. Hofseitig waren, bis auf zwei Fenster im mittleren Geschoss, alle Fenster verändert worden. Die in ursprünglicher Form erhalten gewesenen Fenster, ließen aufgrund ihrer aufwendigeren Gestaltung eine Entstehung in der Zeit vor 1631 vermuten.
Zur Domstraße hin hatte das Haus keine Tür, der Zugang erfolgte vom Hof her. Im Erdgeschoss befand sich eine Fensternische mit von Konsolen getragenen Bögen.
Im östlichen Teil des Gebäudes befand sich ein tonnenüberwölbter Raum, der sich durch die ganze Breite des Hauses zog. Das Gewölbe setzte bereits in einer Höhe von drei Fuß oberhalb des Fußbodens an. Der ursprüngliche Zweck des Gewölbes ist unklar. Es gibt Vermutungen, dass es sich um einen Hausflur gehandelt haben könnte, der später auf beiden Seiten vermauert wurde. Die eher rohe Einfachheit und das tief ansetzende Gewölbe sprechen allerdings gegen eine solche dann auch repräsentative Funktion.